# José Riga

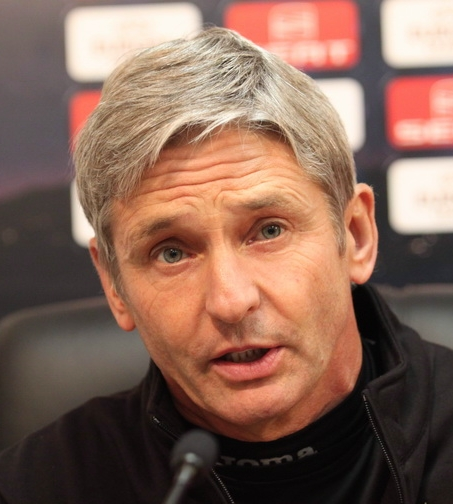
Riga im November 2011

José Riga (* 30. Juli 1957 in Lüttich) ist ein belgischer Fußballtrainer und -funktionär.

## Sportlicher Werdegang
Nach einer Spielerkarriere im unterklassigen Ligabereich bei CS Visé und RJS Haccourt übernahm er bei letzterem Klub auch sein erstes Traineramt. Nach mehreren Jahren bei Espanola Liège, CS Visé und Sprimont Comblain Sport übernahm er 2005 den Erstligaabsteiger RAEC Mons. Als Meister der Zweiten Division führte er die Mannschaft zurück in die Pro League. Nach einem neuen Tabellenplatz auf Aufsteiger, belegte er mit der Mannschaft in der Spielzeit 2007/08 punktgleich aber aufgrund des schlechteren direkten Vergleiches hinter F.C.V. Dender E.H. auf dem letzten Nicht-Abstiegsplatz. Nachdem sich die Mannschaft auch in der folgenden Spielzeit am Tabellenende wiederfand wurde Riga im Januar 2008 vorzeitig entlassen.
Im Sommer 2008 kehrte Riga als Sportdirektor zum Drittligisten CS Visé zurück, mit dem er 2010 als Trainer in die zweite Liga aufstieg. Im Sommer 2011 warb ihn Standard Lüttich als Nachfolger der Interimslösung Dominique D’Onofrio ab, nach nur einer Spielzeit wurde er seinerseits jedoch durch Ron Jans ersetzt. Zunächst ging er anschließend zur Aspire Academy nach Katar, später holte ihn der AC Mailand in sein Nachwuchstrainerteam.
Im März 2014 beerbte Riga den bei Charlton Athletic freigestellten Chris Powell, mit dem Ziel, bis zum Saisonende den Klassenerhalt in der Football League Championship zu schaffen. Obwohl er das Ziel als Tabellenzwölfter mit 19 Punkten Vorsprung auf die Abstiegsränge erreichte, wurde der auslaufende Vertrag nicht verlängert, Riga heuerte daraufhin beim Absteiger FC Blackpool in der drittklassigen Football League One an. Nach nur einem Sieg in den ersten 15 Ligaspielen trennte sich der Klub bereits Ende Oktober erneut von ihm. Nach knapp drei Monaten ohne Job kehrte er Anfang Februar zu Standard Lüttich zurück, wo Ivan Vukomanović entlassen worden war. Bis zum Saisonende betreute er die Mannschaft, anschließend übernahm er den Erstligaabsteiger FC Metz in der Ligue 2. Nach einer durchwachsenen ersten Saisonhälfte wurde er im Dezember durch Philippe Hinschberger ersetzt. Bereits im Januar fand er eine neue Aufgabe, in dem er zu Charlton Athletic zurückkehrte. Dieses Mal verpasste er den Klassenerhalt, so dass er zum Saisonende erneut ohne Job war.
Im November 2016 kehrte Riga nach Belgien zurück und übernahm den Trainerposten beim Zweitligisten Cercle Brügge.